# Stictodesmus creper
Stictodesmus creper är en mångfotingart som beskrevs av Cook 1896. Stictodesmus creper ingår i släktet Stictodesmus och familjen fingerdubbelfotingar. Inga underarter finns listade i Catalogue of Life.